# اسقف‌نشین سیونیک
اسقف‌نشین سیونیک (ارمنی: Սյունյաց թեմ Syunyats t'em) یک اسقف‌نشین کلیسای حواری ارمنی می‌باشد که استان سیونیک ارمنستان را در بر می‌گیرد. نام این اسقف‌نشین از استان تاریخی سیونیک (ایالت تاریخی)، ارمنستان بزرگ گرفته شده است.